# Michael Janyk
Michael Janyk (Vancouver, 22. ožujka 1982.) umirovljeni je kanadski alpski skijaš.
Janyk nìje imao pobjedu u svjetskom kupu, ali je jednom bio blizu, kada je završio drugi u slalomskoj utrci 3. prosinca 2006. Beaver Creeku. Ima i jedno odličje sa svjetskih prvenstava. Na SP-u u Val d'Isereu 2009. je osvojio slalomsku broncu. Njegova sestra, Britt Janyk, također se natjecala u Svjetskom kupu.

## Karijera

### Olimpijske igre
- 2006. - slalom - 17. mjesto
- 2010. - slalom - 13. mjesto, kombinacija - 26. mjesto

### Svjetski kup
- 2007. - najbolji plasman: 2. mjesto u slalomu.
- 2005. - slalom - 17. mjesto u ukupnom poretku

### Svjetska prvenstva
- 2009. - slalom, 3. mjesto
- 2007. - Slalom, 6. mjesto
- 2007. - Superkombinacija, 22. mjesto
- 2005., 11. mjesto u slalomu

## Vanjske poveznice
- Službena stranica  Arhivirana inačica izvorne stranice od 13. veljače 2008. (Wayback Machine)
- Resultati  Arhivirana inačica izvorne stranice od 30. rujna 2007. (Wayback Machine)